# Club d'Escacs Terrassa
El Club d'Escacs Terrassa és un club d'escacs de Terrassa, fundat el 1933, integrat al Centre Social Catòlic de Terrassa des del 1940.
Ha estat campió de Catalunya per equips en cinc ocasions (1954, 1964, 1967, 1969 i 1972) i subcampió en dotze ocasions (1947, 1949, 1955, 1957, 1958, 1968, 1971, 1976, 1981, 1990, 1993 i 1998) i campió d'Espanya en una ocasió (1983) i subcampió en dues (1969 i 1971) La temporada 2015 el club va tornar a jugar a la divisió d'honor catalana. El 2016 recuperà la categoria de la Divisió d'Honor, que perdé de nou a la Lliga del 2017.